# Psychomyiella myohyangsanica
Psychomyiella myohyangsanica är en nattsländeart som beskrevs av Kumanski 1992. Psychomyiella myohyangsanica ingår i släktet Psychomyiella och familjen tunnelnattsländor. Inga underarter finns listade i Catalogue of Life.